# Archignac
Archignac település Franciaországban, Dordogne megyében. Lakosainak száma 403 fő (2022. január 1.). Archignac La Cassagne, Jayac, Paulin, Saint-Geniès és Coly-Saint-Amand községekkel határos.

## Népesség
A település népességének változása:
| Lakosok száma | 352  | 309  | 302  | 324  | 338  | 347  | 363  | 380  | 390  | 403  |
|               | 1968 | 1982 | 1990 | 2006 | 2013 | 2015 | 2017 | 2019 | 2020 | 2022 |